# 新井ひとみ
新井 ひとみ（あらい ひとみ、1998年4月10日 - ）は、日本の歌手・タレントで、ガールズ・ダンス&ボーカルグループ・東京女子流の最年少メンバーで副リーダー。愛称はひーちゃん、ひとみん、ひっと、など。立ち位置はセンター。
宮城県柴田郡大河原町出身。身長は155cm。エイベックス・マネジメント所属。

## 略歴
- 2006年 ステップワンに所属し、レッキスというグループで活動していた。
- 2007年 『avex audition 2006』に合格。
- 2009年 テレビドラマ『こちら葛飾区亀有公園前派出所』（TBS）の第2話に出演。
- 2010年 エイベックス・アーティストアカデミー東京校プロフェショナル育成セクションからダンス&ボーカルグループ東京女子流のメンバーとしてavex traxよりデビューする[6]。主にセンターポジションに立ち、初期には小西彩乃とともにメインボーカルを務めることが多かった。
- 2012年 『東京女子流〜ひめスタ＊〜』（NACK5）で庄司芽生と共にレギュラー出演した。
- 2012年8月22日に発売されたエイベックスの名曲の数々をカフェミュージック風にアレンジしてカヴァーしたコンピレーション・アルバム『東京女子カフェ #1 a-bossa』に参加。ソロ歌手としての音源をリリースしたのはこれが初めて。
- 2012年12月 『まつしま!!!ワンダフル!』（東日本放送）の企画として「ワンダフル スマイル」（新井ひとみと松島湾子名義）を発表する[7][8]。自身で作詞し、作曲は川嶋あい。
- 2013年8月10日より、フジテレビ系ドラマ『山田くんと7人の魔女』内で放送される日産自動車のCMドラマ『バカリくんと7人の美女』の美女2役として出演。
- 2013年9月9日、ウェブサイトSoundCloud上にて、okadadaとtofubeatsによるデュオユニットdancinthruthenightsの新曲「マジ勉NOW! feat.新井ひとみ」が公表された[9]。同曲は翌年1月リリースの「Maltine Girls Wave」に収録されている。
- 2014年、tofubeatsのメジャー・ファーストアルバムとなる「First Album」収録の「Come On Honey! feat. 新井ひとみ（東京女子流）」にボーカルとして参加。同曲はCDリリース2ヶ月前に先行配信リリースされた。
- 同年10月4日、テレビ朝日系列の「関ジャニの仕分け∞」に出演。東京女子流結成以来、ソロでの全国ネット出演はこれが初。
- 2015年9月16日より、「舞台 増田こうすけ劇場 ギャグマンガ日和」に出演し、同僚の中江友梨とともに初舞台を踏んだ。
- 2015年10月と2017年5月、GirlsAwardにモデルとして登壇した。
- 2016年、夢みるアドレセンスの志田友美と、夏季限定ユニット「志田サマー新井サマー」を結成し、シングルCD2枚をリリースした。[10][11]
- 2019年3月、足のケガを契機に新しいことへのチャレンジとしてDJ KOOに弟子入りし、KOO輩DJ“ひっと”として期間限定で活動を開始した。[12]
- 2019年、80年代アイドル風アイドルをコンセプトにソロプロジェクトを開始し、2020年9月時点でシングルCD2枚、7inchレコード1枚、12inchレコード1枚をリリースしている。[13][14]
- 2020年10月、SHOWROOMのイベント「『ROLL ICE CREAM FACTORY』2020-21冬のイメージモデル決定戦」に参加してランキング1位となった。その特典として、2020年12月1日から2021年2月28日まで『ROLL ICE CREAM FACTORY』2020-21冬のイメージモデルに就任した。
- 2021年4月、SHOWROOMのイベント「『浅草愛和服』『京都愛和服』2021夏の浴衣モデルオーディション」に参加してランキング3位となり、審査員特別賞も受賞した。その特典として、2021年6月12日から2021年9月12日まで『浅草愛和服』『京都愛和服』2021夏の公式浴衣モデルに就任した。
- 2021年7月、SHOWROOMのイベント「食通が通うお好み焼きの超名店『ぶち恵比寿本店』看板娘決定戦 Vol.2」に参加してランキング1位となった。その特典として、2021年9月1日から2022年1月31日（当初の2021年11月30日から延長）まで『ぶち恵比寿本店』看板娘に就任した。
- 2022年2月、SHOWROOMのイベント「みんなをまるく。世界をまるく。おせんべいの『金吾堂』アンバサダー決定戦」に参加してランキング1位となった。その特典として、2022年4月15日から2022年7月15日まで『金吾堂』アンバサダーに就任した。
- 2022年10月、SHOWROOMのイベント「秋葉原が誇るぬくもりの老舗居酒屋『焼鳥・おでん 一会』看板娘オーディション」に参加してランキング1位となった。その特典として、2022年12月10日から2023年3月10日まで『焼鳥・おでん 一会』看板娘に就任予定。
- 2023年2月、SHOWROOMのイベント「1年中美味しいかき氷専門店『SCHAFT』看板娘オーディション」に参加してランキング1位となった。その特典として、2023年4月上旬から2023年7月上旬予定まで『SCHAFT』看板娘に就任予定。

## 人物
- 弟がいる。
- 下の名前の由来は「目が大きかったこと」だった。
- 得意教科は体育と音楽。
- 歌とダンスでは歌のほうが得意。
- 新体操を習っていたことがある[15]。
- そろばんが得意で、珠算準2級の腕前。しかし2013年10月9日放送の「PON!」では、答えを間違えた。
- デビュー以前に、NHK教育テレビの『クッキンアイドル アイ!マイ!まいん!』柊まいん役のオーディションを受けている。
- 2014年3月まで地元である宮城県の実家に住んでおり、仕事には東北新幹線で東京に通っていた。
- 眠くなると目がガチャピンのようになる[16]。
- メンバーからは「しっかりしている」と評される一方で「すごく変わってる」とも。
- 高卒後は仕事で生かせる語学を学習すべく大学に進学し、2021年3月に卒業をした。
- 好きなおにぎりの具はツナマヨ。

## 作品
東京女子流としての作品を除く。

### 単独参加
- 東京女子カフェ #1 a-bossa（2012年8月22日、AVCD-38530）

2. LOVE 2000
8. 亜麻色の髪の乙女
- 運命/ワンダフル スマイル (新井ひとみと松島湾子)（2013年6月5日、AVCD-48716/B・AVCD-48717/B・AVCD-48718・AVCD-48719）

2. ワンダフル スマイル（2012年楽曲発表、新井ひとみと松島湾子名義）
- 十字架 〜映画「学校の怪談 -呪いの言霊-」 Ver.〜（2014年5月21日、AVCD-48991/B）、怖い曲集 +「学校の怪談 -呪いの言霊-」オリジナルサウンドトラック（2014年5月21日、AVCD-38878）

Sexy Sexy,
- @JAM EXPO 2014「@JAM ALLSTARS 2014」テーマソング（2014年）

夢の砂〜a theme of @JAM〜

### フィーチャリング
- Maltine Girls Wave（2014年1月15日、AVXD-91680/B・AVBD-92056/B）

1. マジ勉NOW! feat.新井ひとみ / dancinthenights
- tofubeats 『First Album』（2014年10月2日、WPCL-11990/1・WPCL-11992）、『FIRST ALBUM PVC VOL.2』（2015年2月14日、7インチレコード）

Come On Honey! feat. 新井ひとみ（東京女子流） & okadada

### 志田サマー新井サマー
- 灼熱サマー 〜SUMMER KING × SUMMER QUEEN〜 (2016年7月6日、AVCD-83627/B、AVCD-83630)

1.灼熱サマー 〜SUMMER KING × SUMMER QUEEN〜
2.今夜は午前サマー
- あんなに好きだったサマー / GO GO サマー! (2016年8月10日、AVCD-83646/B、AVCD-83647)

1.あんなに好きだったサマー
2.GO GO サマー! ※KARAのカバー。

### ソロプロジェクト
- デリケートに好きして（2019年11月27日、AVZ1-94660/B（販路限定・イベント会場限定盤「ひとみ全部BOX」）、AVCD-94658/B（初回限定生産盤）、AVCD-94659（通常盤））

1.デリケートに好きして
- デリケートに好きして / 少女A（2020年2月19日、HR7S173（7inchレコード））

A面.デリケートに好きして
B面.少女A
- 少女A（2020年3月25日、AVCD-94806/B（CD+DVD）、AVCD-94807（CD））

1.ひとみ、降臨。
2.少女A
3.少女A カラオケver
- 恋のミラージュ（2020年8月8日、TYO12S1011（12inchレコード））

A面.1.恋のミラージュ - Night Tempo 'Romantic Romance' Remix -
A面.2.恋のミラージュ - Night Tempo 'Romantic Romance' Remix Instrumental -
B面.1.恋のミラージュ - Original ver. -
B面.2.恋のミラージュ - Acappella ver. –
- 時には昔の話を（2020年11月25日、AVCD-94940/B（CD+DVD）、AVCD-94941（CD））

1.時には昔の話を
2.時には昔の話を (Instrumental)

## タイアップ
- ワンダフルスマイル - 東日本放送『まつしま!!!ワンダフル!』テーマソング（2012年12月10日放送分より）。

## 出演

### テレビドラマ
- こちら葛飾区亀有公園前派出所（2009年8月8日、TBS） - アイドル少女 役

### 舞台
- 舞台 増田こうすけ劇場 ギャグマンガ日和（2015年9月16日 - 21日、銀座博品館劇場） - テンテン 役
- 読モの掟 2016（2016年5月4日 - 5月8日、新国立劇場 小劇場） - ミア 役[18]
- 摘む夢、きららと舞い込んで、（2024年8月28日 - 9月1日、六行会ホール）[19]

### ラジオ
- 東京女子流〜ひめスタ＊〜（2012年4月1日 - 2013年3月31日、NACK5）新井・庄司
- ノン子とのび太のアニメスクランブル（2020年1月15日、超!A&G+）
- 北原照久のラジオデイズ（2020年7月13日、中央エフエム）
- きのうの続きのつづき（2020年9月22日 - 2020年10月2日、ラジオ日本）

### CM
- 日産DAYZ NISSAN ドラマinドラマ season 4（2013年8月10日 - 9月28日）
- フジテレビ土ドラ『山田くんと7人の魔女』内のオリジナルCMドラマ『バカリくんと7人の美女』美女2 役

### ネット配信（レギュラー）
- ひとみのひとみぼっち（2011年11月2日 - 、Ustream）
- ひとみのひとみぼっち（2014年4月22日 - 2015年3月26日、SHOWROOM） - 毎週木曜配信
レギュラー配信に先立つ2014年4月15日にテスト配信が行われた[20]。スケジュールの都合でレギュラー第1回目は火曜日の配信となった[21]。
- 東京女子流大学（2017年7月11日 - 2021年4月5日、SHOWROOM） - 毎週月曜配信（2020年8月17日より前は、毎週火曜配信）
- 東京女子流・ひとみと学びまSHOWROOM（2021年4月12日 - 、SHOWROOM） - 毎週月曜配信

### ネット配信（レギュラー以外）
- フォトジェニ（2013年、玄光社）撮影：上野勇、根本好伸
- 猫舌 SHOWROOM『豪の部屋』（2020年6月16日、SHOWROOM）
- OMOTENASHI MATSURI -2020 July-（2020年7月6日）[22][23]
- OMOTENASHI MATSURI -2020 September-（2020年9月6日）

### イベント
- SHOWROOMナイター@YOKOHAMA（プロ野球公式戦 横浜DeNAベイスターズ対東京ヤクルトスワローズ）（2014年9月10日、横浜スタジアム）
試合前の始球式ではピッチャーを務めた[24]。
- 東京女子流 小西の音楽祭Konishi’s Music Festival（2014年10月21日、AKIBAカルチャーズ劇場）
- tofubeats“First Album”release party（2014年10月30日、代官山UNIT）
- GirlsAward 2015 AUTUMN/WINTER（2015年10月24日、国立代々木競技場第一体育館）[25]
- マイナビ GirlsAward 2017 SPRING/SUMMER（2017年5月3日、国立代々木競技場第一体育館）[26]
- Takako Dreams＜太田貴子バレンタインライブ2020＞（2020年2月16日、SHIBUYA TAKE OFF 7）[27]

### グラビア
- 週刊ヤングジャンプ 2013年2号[28]（2012年12月13日、集英社）撮影：長野博文
- BUBKA 2022年2月号（白夜書房）

## 連載
- 東京ニュース通信社『B.L.T.』（2015年3月号 - [29]）「110334゜（ひとみ散歩）」